# Jonathan Marulanda
Jonathan Marulanda Vásquez (Medellín, 21 novembre 1995) è un calciatore colombiano, difensore del Deportivo Cali.

## Palmarès

### Club

#### Competizioni nazionali
- Copa Colombia: 1

Independiente Medellín: 2019